# 高井英樹
高井 英樹（たかい ひでき、1964年 - ）は、東京都生まれの実業家、ゲームチェンジャー、元東京都知事石原慎太郎の特別秘書。現在はアンシュッツ・エンターテイメント・グループ日本代表。

## 経歴
日本大学芸術学部を経て（同期には作家のよしもとばなな、クリエイターの高城剛、アナウンサーの中井美穂がいる）、ニューヨーク大学（NYU)を卒業後、アサヒビール株式会社へ入社。営業本部マーケティング部にてアサヒビールがライセンス生産していた米国・クアーズビール（Coors brewing company, 現Molson Coors）などのブランドマネージャーを務めた。
1993年9月より、当時衆議院議員であった石原慎太郎の国会担当秘書となった。1999年、石原の東京都知事就任と同時に特別秘書に任命され、4期13年7ヶ月の間、東京都知事特別秘書を務めた。
この間、石原都政の象徴的なプロジェクトでもある東京マラソン、ディーゼル車規制条例、東京オリンピック招致、東京都による尖閣諸島の購入計画などの政策立案・実施に関わった。
2013年2月よりカフェ・カンパニー株式会社の取締役副社長。2014年、マリーナベイ・サンズなどの開発で知られる米国ラスベガス・サンズ社アドバイザー。2021年3月、全世界でアリーナを核にエンターテイメントディストリクトを開発運営しているアンシュッツ・エンターテイメント・グループ（AEG）顧問。
2021年9月よりAEG日本代表。

## 学歴
- 1983年3月 日本大学付属第三高等学校　卒業
- 1983年4月 日本大学芸術学部　美術学科　ビジュアルコミュニケーション専攻　入学
- 1987年9月 ニューヨーク大学　Steinhardt School of Culture, Education, and Human Development　編入
- 1990年12月 同大学　卒業

## 職歴
- 1991年1月 アサヒビール株式会社 営業本部マーケティング部外国ビール課
- 米国Coorsクアーズビール・ブランドマネージメント担当
- 中華人民共和国 加飯酒（老酒）ブランドマネージメント担当
- 1993年9月 衆議院議員石原慎太郎国会担当秘書
- 1999年4月 東京都知事特別秘書（ - 2012年10月）
- 2013年2月 カフェ・カンパニー株式会社取締役副社長（ - 2014年6月）
- 2014年　ラスベガス・サンズ社アドバイザー
- 2021年　アンシュッツ・エンターテイメント・グループ日本代表

## 人物

### 東京都政務担当特別秘書
1999年4月、東京都知事に就任した石原慎太郎は当時34歳の高井を、国家に例えれば経済規模で大韓民国よりやや小さい程度の国の大統領補佐官にあたる知事特別秘書に任命するという前例のない人事を行った。
石原都政の主要政策の立案者として、石原が都知事を辞任する2012年10月末まで、東京マラソン、ディーゼル車規制条例、東京オリンピック招致、東京都による尖閣諸島の購入計画、カジノを含む統合型リゾート施設のお台場への招致など数々の政策の立案・実施を担当した。

### 政策立案の際の考え方
2013年3月よりユナイテッド航空の機内誌『UNITED LEADER’S　REVIEW』にて「グローバルでいこう！」という連載をしているが、「風景の比較」という考え方について、「ニューヨークやロンドンには30年以上前から3万人規模のランナーが走る市民マラソンの風景がある。だが東京にはその風景が無い。規制が厳しく出来ない仕組みになっていたからだ。また、10年前まで日本のディーゼル車は今から考えれば恐ろしいほどの排気微粒子をまき散らし走る風景があった。しかしヨーロッパにはその風景が無かった。規制が緩く燃料の硫黄分や排出ガスが前時代的な基準だった為だということだ。（中略）街の中にどんな風景をビジュアル化するか考えていくと、数百枚のレポートを作成するより効率的にグローバル目線でみた東京の姿を浮かび上がらせることが出来る」 と書き記している。

### 都市外交のプロフェッショナルとして
これまで培った人脈をもとに、石原都政の都市外交をマネジメントしてきた。東京都が従来、主催または参画してきた国際会議やネットワークに、政策の具体化や事業推進を図っていく上で一定の限界があると判断し、アジア地域の繁栄と発展を目指した「アジア大都市ネットワーク21」の実現に寄与し、アジア地域を中心とした都市交流を通じた国際貢献へ向けて大きく舵を切った。
2009年5月には、フランス共和国外務省の招聘プログラムにより、同国を3週間にわたり公式訪問。ヨーロッパの防衛とド・ゴール主義についてフランス文化戦略をテーマに政府高官、政治家などと議論を交わした。
2012年には都市外交のプロフェッショナルとして「東京の都市外交に関する報告」を東京都に提言した。

### スピンドクターとして
政府などの権力が、自らに有利に働くよう仕掛けるメディア戦略を「スピンコントロール」と呼ぶが、その仕掛け人のことを「スピンドクター（情報操作を専門的に行う人）」という。作家の上杉隆は『SPA!』（スパ!）の自身の連載である「革命前夜のトリスタたち」にて高井のことを「スピンドクター」だと評している。このことに対して高井自身は「僕は“気づき”を提供していただけ。秘書になる前は、マーケティング、つまり、消費者を買う気にさせて、実際に購買行動をとらせる行為を仕事にしており、○○すれば○○になる……ということを常に考えていた。成功してブームや社会現象になれば、仕掛けた人はしてやったりだし、そこにはある種のイタズラっ気もあれば、大人の気づきもある。秘書としては、石原さんの発想を社会で最大限に増幅するのが僕の仕事でしたが、結果として成功していたから、スピンコントロール（政治的情報操作）に映ったのでは」と述べ、上杉は「高井は否定するが、「結果として」彼はこの国では稀有な、優秀なスピンドクターだったのだ」 と結んでいる。

### 東京五輪立役者として
2013年7月号の月刊『文藝春秋』誌上で作家の上杉隆が高井にインタビューを行っている。冒頭上杉は高井のことを『「絶対に自らの手柄を語らない社会革命家」。成功すると「それは石原知事だからできた」、失敗すると「オレの力が足りなかった」と引き取るのである。その高井氏は謙遜して「五輪招致は石原知事だからできたこと」と強調する。だが、私は知っている。東京五輪という大きな構想を都政に持ち込み、その灯火が消えそうになるたびに、その種火を守ったのが高井氏である』と述べ、東京五輪招致に至るまでの舞台裏を高井のインタビューにより詳細に伝えている。
インタビューで高井は、五輪招致のきっかけとなったＪＯＣ国際専門委員との出会いからはじまり、数々のエピソードを淡々と解説、分析し、最終的には五輪招致の意義を「卓越・友情・尊敬というオリンピックの価値の実践を「Discover Tomorrow」(未来をつかもう)をスローガンに開催される東京五輪は、向こう七年に渡る大事業となります。この大事業とは、明治維新以来走り続け疲労した制度を根本から刷新し、社会哲学による真の文明成熟国への変革だと思います。百数十年前、西欧から急遽輸入された制度、哲学、文化は平成になっても変わること無く古典のまま未だ固有規制・法として残り、グローバリゼイションにあって日本特殊論ではもはや説明しきれない。来世紀をも見据えた規制撤廃や改革で果たすべき国際社会の中での役割を内外に示し自らが実践することなのです。これこそが石原都政の目指した「東京から日本を変える」ことの最終装置であり、五輪が終わった後に「何か変わったな」と都民・国民が感じることなのかも知れません」ととらえている。

### 実業家として
2013年2月にはカフェ・カンパニー株式会社の取締役副社長に就任。政治の世界から外食産業に転身した高井について、作家の上杉隆は『SPA!』（スパ!）の自身の連載である「革命前夜のトリスタたち」にて「コスモポリタンにして愛国者―。和魂洋才の高井は、新天地で何をしでかすのか」と評し、期待を寄せている。なお連載「グローバルでいこう！」では、自身の仕事の哲学として、「今の日本に必要な社会変革＝大事業とは、もはや都市基盤整備などではなく、明治維新以来走り続け疲労した制度を根本から刷新し、社会哲学による真の文明成熟国への変革に他ならない」 と書き記し、今後は、カフェという日本のソフトコンテンツをメディアとし、一種の社会革命を行っていきたいとしている。
2014年7月からは日本に新規参入する外資系企業のアドバイザー。

## 連載
- ユナイテッド航空機内誌『UNITED LEADER’S REVIEW』「グローバルでいこう」